# Matthias Quad

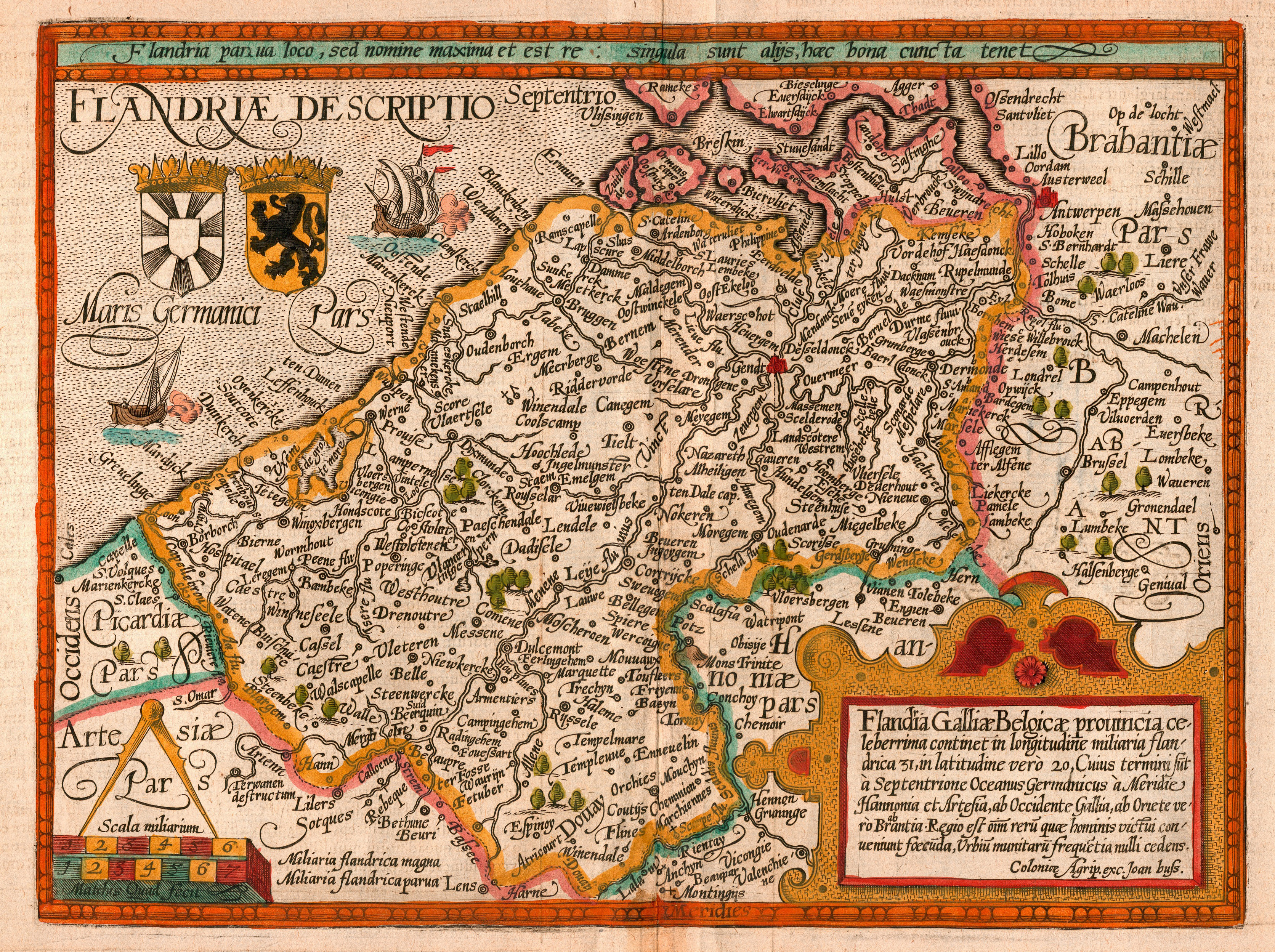
Matthias Quad: kaart van het graafschap Vlaanderen, gegraveerd door Johann Bussemacher, Keulen 1609

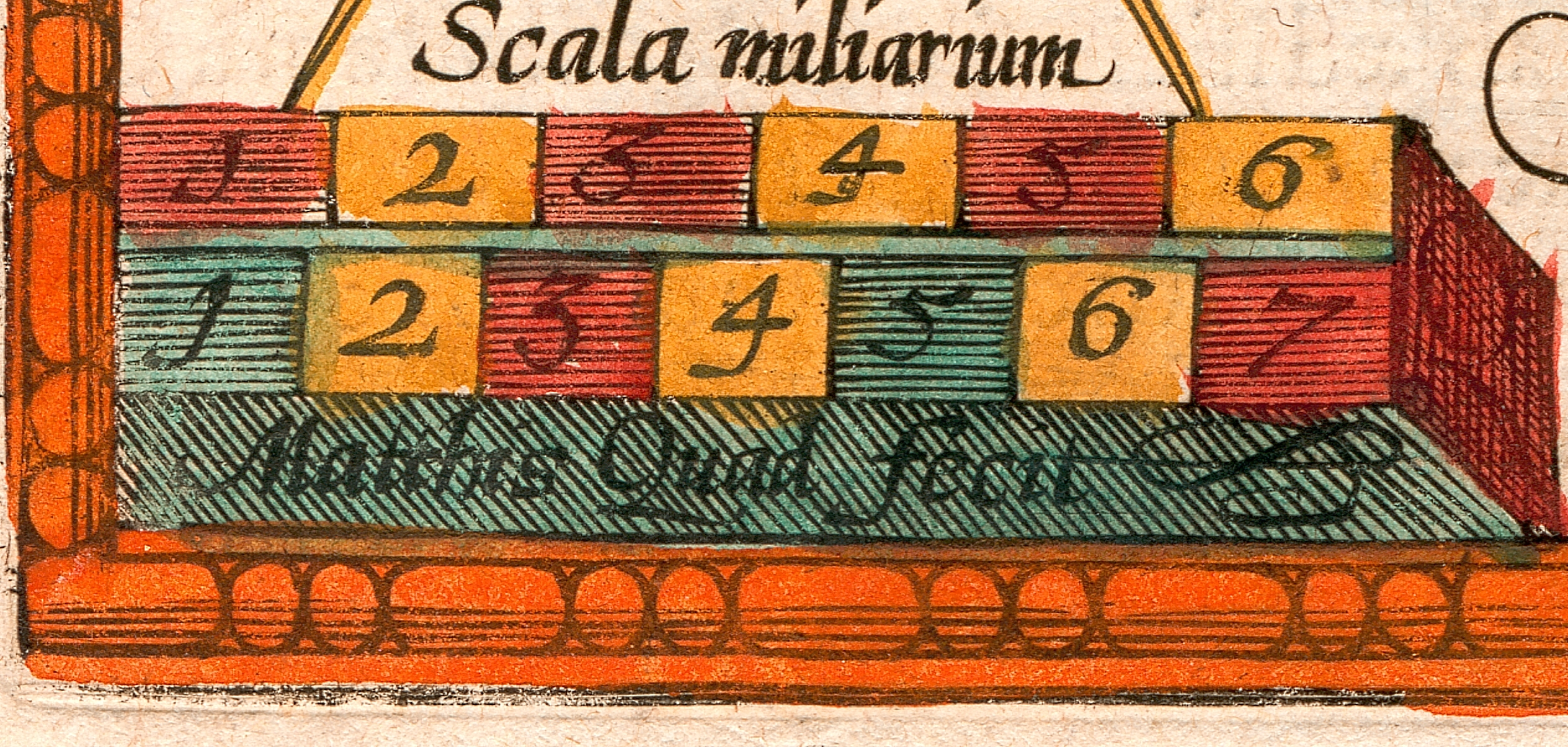
Matthias Quad: kaart van het graafschap Vlaanderen, detail met de naam van de cartograaf (Matthis Quad fecit)

Matthias Quad (Deventer 1557 – Eppingen 1613) was een Nederlands-Duits schrijver, geograaf, cartograaf en graveur.
Matthias (of Matthis) Quad, bijgenaamd von Kinckelbach, werd in 1557 in Deventer geboren. In zijn geboorteplaats volgde hij kortstondig opleiding bij de goudsmid Hendrik Friesen. Daarna ging hij in de leer bij de kaartgraveurs Van Doetechem en mogelijk ook bij Hendrik Goltzius. 
In 1587 vestigde hij zich in Keulen, waar hij actief was als auteur en cartograaf. Hij ontmoette er meerdere andere cartografen en graveurs uit de Nederlanden, die (net als hij) als protestanten uitgeweken waren naar het tolerantere Keulen. Onder hen Crispijn van de Passe de Oude, Simon van den Neuvel (Novellanus), Pieter Maes en Frans Hogenberg. Met laatstgenoemde werkte hij samen, onder meer bij het graveren van een historieprent over de veldtocht van prins Maurits rond Sluis in 1604. De nauwste samenwerking ontstond met de Keulse graveur en uitgever Johann Bussemacher, met wie hij bevriend raakte. 
In 1592 gaf Matthias Quad een atlas van Europa uit, die hij in de volgende jaren verder uitbreidde tot een wereldatlas. Die verscheen in 1600 bij Johann Bussemacher onder de titel Geographisches Handbuch. 
In 1609 publiceerde hij, eveneens bij Bussemacher, een geschiedenis van Duitse kunstenaars: Teutscher Nation Herrlichkeit. In dit laatste werk komen ook de Nederlanden vrij uitvoerig aan bod. 
Zijn cartografisch werk, waarvan een deel door Bussemacher gegraveerd werd, is sterk beïnvloed door Gerard Mercator, Abraham Ortelius en Gerard de Jode. Daarnaast graveerde Quad ook losse prenten, waaronder een groot in-folio vel met een portret van Paracelsus (Nurenberg, 1606), dat in de literatuur soms verward wordt met een gelijkaardige, maar grafisch minder sterke prent van Balthasar Jenichen.
- Bibsys: 1036207
- Biblioteca Nacional de España: XX1307884
- Bibliothèque nationale de France: cb12759339q (data)
- Stuttgart Database of Scientific Illustrators 1450–1950: 12287
- Gemeinsame Normdatei: 100279090
- International Standard Name Identifier: 0000 0001 1020 3643
- Library of Congress Control Number: n85375386
- Nationale Bibliotheek van Tsjechië: mzk2009511601
- Nationale Bibliotheek van Israël: 987007298302305171
- Nationale Bibliotheek van Polen: a0000002462880
- Nederlandse Thesaurus van Auteursnamen: 070112495
- RKD-Nederlands Instituut voor Kunstgeschiedenis: 65180
- Istituto Centrale per il Catalogo Unico: BVEV041612
- SNAC: w6w38n4m
- Système universitaire de documentation: 076416488
- Trove: 1472102
- Union List of Artist Names: 500073973
- Virtual International Authority File: 5057401
- WorldCat: E39PBJrm8Hc4VqFrRfrbvkPbBP